# Varissuo

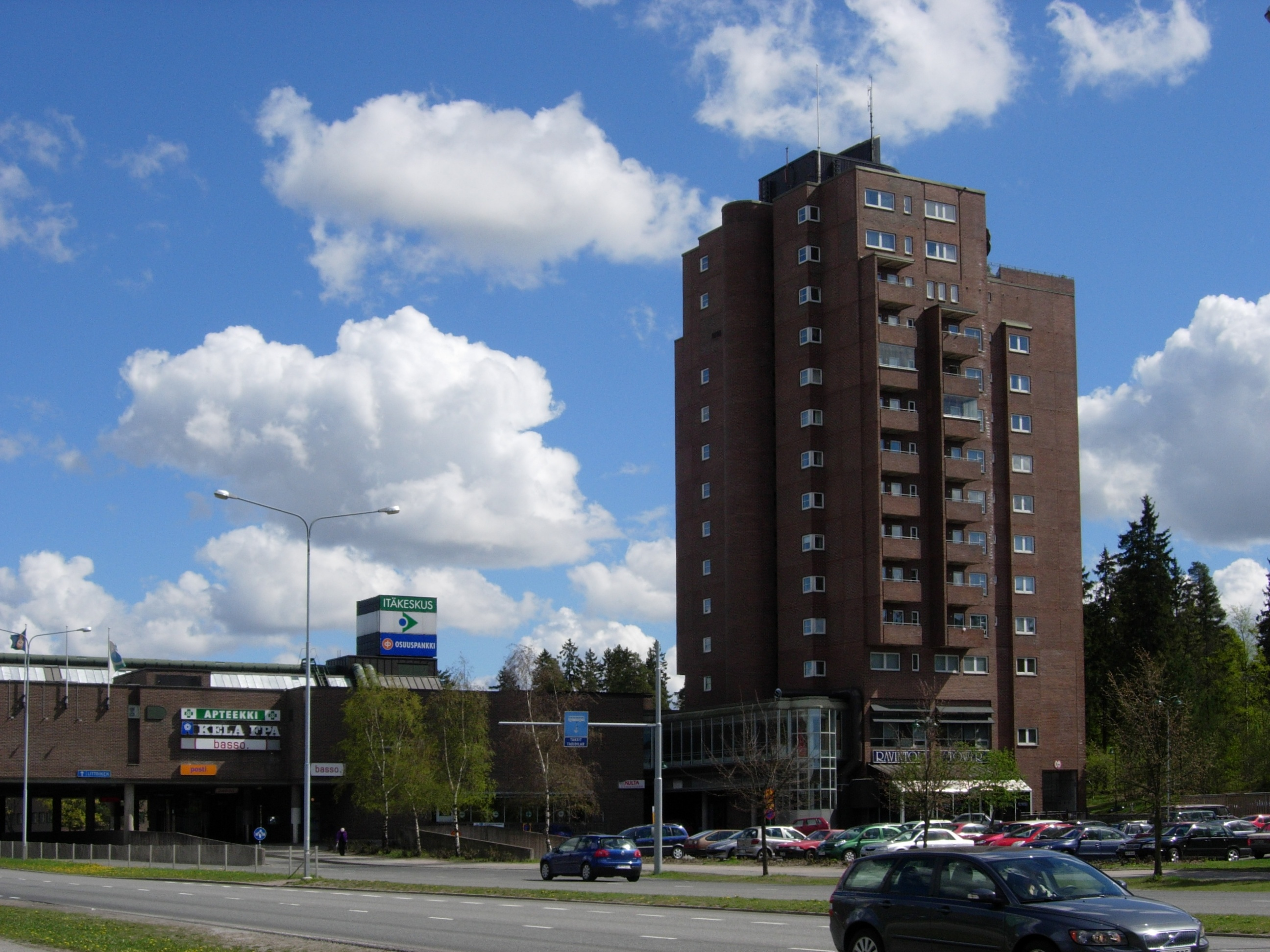
Een flat in Varissuo.

Varissuo is een buitenwijk van de Finse stad Turku. Er wonen 9000 inwoners, van wie velen geïmmigreerd zijn. De naam van de wijk komt van de Finse woorden varis (kraai) en suo (moeras). De letterlijk vertaling is dus kraaienmoeras. De buitenwijk is ontstaan in de jaren 1970 toen veel mensen van het platteland naar de stad verhuisden. De wijk is gebouwd op vroeger onbewoond drasland.